# Euoestrophasia panamensis
Euoestrophasia panamensis är en tvåvingeart som beskrevs av Guimaraes 1975. Euoestrophasia panamensis ingår i släktet Euoestrophasia och familjen parasitflugor.
Artens utbredningsområde är Panama. Inga underarter finns listade i Catalogue of Life.